# Antonov An-12
Antonov An-12 (NATO oznaka: Cub) je štirimotorno turbopropelersko transportno letalo, ki so ga zasnovali v Sovjetski zvezi. Je vojaška verzija Antonov An-10. Po izgledu in sposobnostih je podoben ameriškemu C-130 Hercules.
Prvi prototip je poletel decembra 1957 in so zgradili čez 1200 letal, preden se je proizvodnja končala leta 1973. Vojaške verzije sovjetskih letal so imele v repu top za obrambo.
V 1960ih je Kitajska kupila nekaj letal in je tudi licenco za izdelovanje letal An-12. Leta 1981 je Kitajska začela proizvodnjo z verzijo z oznako Y-8. Y-8 še vedno proizvajajo, zadnja verzija Y8-F600 ima predelan trup, zahodno avioniko, zahodne motorje PW150B, propeler R-408 in stekleni kokpit.

## Tehnične specifikacije
- Posadka: 5; 2 pilota, inženir, navigator, radio operater
- Tovor: 20 000 kg (44 000 lb); 60 padalcev (2 BMD-1 oklepni vozili)
- Dolžina: 33,10 m (108 ft 7 in)
- Razpon kril: 38,00 m (124 ft 8 in)
- Višina: 10,53 m (34 ft 7 in)
- Površina kril: 121,7 m² (1 310 ft²)
- Prazna teža: 28 000 kg (62 000 lb)
- Maks. vzletna teža: 61 000 kg (130 000 lb)
- Motorji: 4 × Progress AI-20L ali AI-20M turbopropi, 4000 KM (3000 kW) vsak
- Maks. hitrost: 777 km/h (419 knots, 482 mph)
- Potovalna hitrost: 670 km/h (361 knots, 415 mph)
- Dolet: z maks. gorivom: 5 700 km (3 075 nm, 3 540 mi);Z maks. tovorom: 3 600 km (1 945 nm, 2 235 mi))
- Višina leta (servisna): 10 200 m (33 500 ft)
- Hitrost vzpenjanja: 10 m/s (1960 ft/min)
- Orožje: 2× 23 mm (0,906 in) Nudelman-Rikhter NR-23 v repu (na nekaterih letalih)